# Pharpa dubiosum
Pharpa dubiosum är en stekelart som först beskrevs av Szepligeti 1914.  Pharpa dubiosum ingår i släktet Pharpa och familjen bracksteklar. Inga underarter finns listade i Catalogue of Life.